# Destructoid
Destructoid is een Amerikaanse website over computerspellen. De website is onderdeel van uitgever Enthusiast Gaming.

## Geschiedenis
Destructoid werd opgericht op 16 maart 2006 door Yanier Gonzalez. Hij wilde hiermee de Electronic Entertainment Expo bij kunnen wonen, maar werd afgewezen. Gonzalez begon met het schrijven van artikelen en cartoons die al snel werden opgemerkt door computerspeltijdschriften Joystiq en Kotaku.
In 2007 werd de website opnieuw gestart met blogs, webforums en een team van medewerkers. Er worden gemiddeld 50 verhalen per dag geplaatst.
De website werd in 2017 overgenomen door de Canadese uitgeverij Enthusiast Gaming.

## Trivia
De mascotte, "Mr. Destructoid", verscheen in verschillende computerspellen en als emoji op videoplatform Twitch.